# Молох
Молох је био бог сунца и рата код старих Семита, Моаваца, Хананејаца и Амонита и старих Јевреја, који се помиње у Библији (1. Царевима 11:5, 11:7), коме су жртвована деца (Јер 7: 31); очигледно, могао означавати епитет врховног божанства.
Јевреји у Палестини приносили су му људске жртве, као и прворођенчад. У Библији је упозоравано да нико не дозволи да ико од потомства буде принесен као жртва Молоху (3 Мој 18, 21 и 3 Мој 20, 2—5).
Фигуративно, молох означава страшну и слепу силу која захтева многе и невине жртве, нпр. молох рата.

## Опис
Библија забрањује, под претњом смрти, давање деце у службу Молоха (Левитска 18:21; 20:2). Књига мојсијева (5. Мојс. 18:9, 10) говори о „вођењу деце кроз ватру“ заједно са прорицањем, враџбинама и другим „гнусобама“ паганизма. У каснијој јеврејској интерпретацији, „пролазак кроз огањ“ значи и паганску иницијацију деце, а „грех Молохов“ је преобраћање деце у паганизам или рођење пагана.
Место хананског култа Молоха била је, према Библији (Јер. 32:35), долина Хинома. У јудаистичкој традицији, људска жртва је била забрањена; јеврејски краљ Јосија је уништио Геену (2. Царевима 23:10) у долини Хином.
Све до средине 20. века било је раширено веровање, засновано на Библији, о Молоху као западносемитском и картагињанском божанству, коме су људи (често деца) жртвовани. Поистовећивање Молоха са Мелкартом и са амонитским божанством Милхом, било је широко распрострањено; постојала је хипотеза која га повезује са предбиблијским Јахвеом, коме су, по свој прилици, приношене људске жртве. 
Према Џону Деју, у Старом завету се више ради о имену божанства, а не о називу обреда, што потврђују ванбиблијски извори – ханаански МЛК се помиње у две чаролије из Угарита. У оба случаја он се помиње у вези са местом званим Аштарот-Карнаим у северној Трансјорданији, које се у другим угаритским текстовима повезује са Рефаимима. Помиње се и као Малих у списковима богова из Ебле, Мари и Угарита, а у акадским текстовима Малх се поистовећује са Нергалом, месопотамским богом подземља. Можда је Молох из Библије западносемитски бог подземног света, а трансформација његовог имена у назив жртве је феномен картагињанског културног простора.

## У популарној култури
Један од антагониста графичког романа Надзирачи човек је по имену „Молох”. Он је некад био илузиониста. У ноћним клубовима у којима је наступао стекао је познанства с подземљем, те је зато почео да се бави криминалом. У главном току приче, Молох је „у пензији”, а Роршах открива да Молох болује од рака.